# Lijst van gemeenten in Bingöl
Onderstaande lijst bevat alle gemeenten (2000) in de Turkse provincie Bingöl.
| District  | Gemeente  |
| --------- | --------- |
| Adaklı    | Adaklı    |
| Bingöl    | Bingöl    |
| Bingöl    | Ilıcalar  |
| Bingöl    | Sancak    |
| Genç      | Çaytepe   |
| Genç      | Genç      |
| Genç      | Servi     |
| Karlıova  | Karlıova  |
| Kığı      | Kığı      |
| Solhan    | Arakonak  |
| Solhan    | Solhan    |
| Yayladere | Yayladere |
| Yedisu    | Yedisu    |